# Chinese Text Project
Das Chinese Text Project (abgekürzt als CTP, chinesisch 中國哲學書電子化計劃, Pinyin Zhōngguó Zhéxuéshū Diànzǐhuà Jìhuà – „Digitalisierungsprojekt für Bücher der chinesischen Philosophie“) ist eine Website für die Digitalisierung von alten chinesischen Quellentexten, hauptsächlich auf dem Gebiet der Philosophie. Es wurde von Donald Sturgeon gegründet. Die Seite ist sowohl in Englisch als auch in Chinesisch verfügbar, obwohl die Texte selbst ausschließlich in Chinesisch sind.